# Arnold Classic
Arnold Classic es la segunda competición de culturismo más importante del mundo. Participan los culturistas más representativos y se celebra en Columbus (Ohio), Estados Unidos. Fue creada por Arnold Schwarzenegger y su socio James J. Lorimer en 1989. 
Está considerada como una de las más beneficiosas competiciones de culturismo con un gran número de premios. Al ganador se le entrega un cheque y una placa y la posibilidad de concursar por el Mister Olympia. Anteriormente también se entregaba dinero en efectivo, además de un Hummer, un reloj Rolex y una placa como vencedor del torneo.
El Arnold Classic incluye gran cantidad de competiciones tanto para hombres como mujeres, en total se celebran 15 competiciones, siendo la categoría de hombres la principal y el Ms. International.
En 1993, Arnold Classic pasó a formar parte del Arnold Sports Festival. Tanto la Expo como Arnold Classic se han convertido en una celebración anual a gran escala, llamada Arnold Fitness Weekend. También se presentan exhibiciones de halterofilia, gimnasia, animación, baile, esgrima, ping-pong, yoga, artes marciales, strongman, tiro con arco, entre otros.

## Ganadores
| Año  | Arnold Classic    | Arnold Classic 212        | Men's Classic Physique | Men's Physique                       | Ms. International                       | Wellness International | Fitness International    | Figure International                       | Bikini International | Women's Physique                       | Wheelchair Bodybuilding          |
| ---- | ----------------- | ------------------------- | ---------------------- | ------------------------------------ | --------------------------------------- | ---------------------- | ------------------------ | ------------------------------------------ | -------------------- | -------------------------------------- | -------------------------------- |
| 1989 | Rich Gaspari      |                           |                        |                                      | Jackie Paisley                          |                        |                          |                                            |                      |                                        |                                  |
| 1990 | Mike Ashley       |                           |                        |                                      | Laura Creavalle                         |                        |                          |                                            |                      |                                        |                                  |
| 1991 | Shawn Ray         |                           |                        |                                      | Tonya Knight                            |                        |                          |                                            |                      |                                        |                                  |
| 1992 | Vince Taylor      |                           |                        |                                      | Anja Schreiner                          |                        |                          |                                            |                      |                                        |                                  |
| 1993 | Flex Wheeler      |                           |                        |                                      | Kim Chizevsky                           |                        |                          |                                            |                      |                                        |                                  |
| 1994 | Kevin Levrone     |                           |                        |                                      | Laura Creavalle                         |                        |                          |                                            |                      |                                        |                                  |
| 1995 | Mike Francois     |                           |                        |                                      | Laura Creavalle                         |                        |                          |                                            |                      |                                        |                                  |
| 1996 | Kevin Levrone     |                           |                        |                                      | Kim Chizevsky                           |                        |                          |                                            |                      |                                        |                                  |
| 1997 | Flex Wheeler      |                           |                        |                                      | Yolanda Hughes                          |                        | Carol Semple-Marzetta    |                                            |                      |                                        |                                  |
| 1998 | Flex Wheeler      |                           |                        |                                      | Yolanda Hughes                          |                        | Susie Curry              |                                            |                      |                                        |                                  |
| 1999 | Nasser El Sonbaty |                           |                        |                                      | Vickie Gates                            |                        | Susie Curry              |                                            |                      |                                        |                                  |
| 2000 | Flex Wheeler      |                           |                        |                                      | Vickie Gates                            |                        | Kelly Ryan               |                                            |                      |                                        |                                  |
| 2001 | Ronnie Coleman    |                           |                        |                                      | Vickie Gates                            |                        | Jenny Worth              |                                            |                      |                                        |                                  |
| 2002 | Jay Cutler        |                           |                        |                                      | Yaxeni Oriquen                          |                        | Susie Curry              |                                            |                      |                                        |                                  |
| 2003 | Jay Cutler        |                           |                        |                                      | Yaxeni Oriquen                          |                        | Susie Curry              | Jenny Lynn                                 |                      |                                        |                                  |
| 2004 | Jay Cutler        |                           |                        |                                      | Iris Kyle                               |                        | Adela Garcia-Friedmansky | Jenny Lynn                                 |                      |                                        |                                  |
| 2005 | Dexter Jackson    |                           |                        |                                      | Yaxeni Oriquen                          |                        | Jen Hendershott          | Jenny Lynn                                 |                      |                                        |                                  |
| 2006 | Dexter Jackson    |                           |                        |                                      | Iris Kyle                               |                        | Adela Garcia             | Mary Elizabeth Lado                        |                      |                                        |                                  |
| 2007 | Victor Martinez   |                           |                        |                                      | Iris Kyle                               |                        | Kim Klein                | Mary Elizabeth Lado                        |                      |                                        |                                  |
| 2008 | Dexter Jackson    |                           |                        |                                      | Yaxeni Oriquen                          |                        | Kim Klein                | Gina Aliotti                               |                      |                                        |                                  |
| 2009 | Kai Greene        |                           |                        |                                      | Iris Kyle                               |                        | Jen Hendershott          | Zivile Raudoniene                          |                      |                                        |                                  |
| 2010 | Kai Greene        |                           |                        |                                      | Iris Kyle                               |                        | Adela Garcia             | Nicole Wilkins-Lee                         |                      |                                        |                                  |
| 2011 | Branch Warren     |                           |                        |                                      | Iris Kyle                               |                        | Adela Garcia             | Nicole Wilkins-Lee                         | Nicole Nagrani       |                                        |                                  |
| 2012 | Branch Warren     |                           |                        |                                      | Iris Kyle                               |                        | Adela Garcia             | Nicole Wilkins-Lee                         | Sonia González       |                                        |                                  |
| 2013 | Dexter Jackson    |                           |                        |                                      | Iris Kyle                               |                        | Tanji Johnson            | Candice Keene                              | India Paulino        |                                        |                                  |
| 2014 | Dennis Wolf       | James "Flex" Lewis        |                        |                                      | categoría Ms. International no presente |                        | Oksana Grishina          | Candice Keene                              | Ashley Kaltwasser    |                                        |                                  |
| 2015 | Dexter Jackson    | Jose Raymond              |                        | Sadik Hadzovic                       | categoría Ms. International no presente |                        | Oksana Grishina          | Camala Rodriguez                           | Ashley Kaltwasser    | Juliana Malacarne                      |                                  |
| 2016 | Kai Greene        | Hidetada Yamagishi        |                        | Brandon Hendrickson                  | categoría Ms. International no presente |                        | Oksana Grishina          | Latorya Watts                              | India Paulino        | Autumn Swansen                         | Harold Kelley                    |
| 2017 | Cedric McMillan   | Ahmad Ashkanani           |                        | Ryan Terry                           | categoría Ms. International no presente |                        | Oksana Grishina          | Candice Lewis                              | Angélica Teixeira    | Daniely Castilho                       | Harold Kelley                    |
| 2018 | William Bonac     | Kamal Elgargni            | Breon Ansley           | Andre Ferguson                       | categoría Ms. International no presente |                        | Whitney Jones            | Candice Lewis                              | Angélica Teixeira    | Shanique Grant                         | Harold Kelley                    |
| 2019 | Brandon Curry     | categoría 212 no presente | George Peterson        | Andre Ferguson                       | categoría Ms. International no presente |                        | Ryall Graber             | Cydney Gillon                              | Janet Layug          | Natalia Abraham Coelho                 | Harold Kelley                    |
| 2020 | William Bonac     | categoría 212 no presente | Alex Cambronero        | Andre Ferguson                       | categoría Ms. International no presente |                        | Missy Truscott           | Natalia Soltero                            | Elisa Pecini         | Natalia Abraham Coelho                 | Harold Kelley                    |
| 2021 | Nicholas Walker   | categoría 212 no presente | Terrence Ruffin        | categoría Men's Physique no presente | categoría Ms. International no presente |                        | Missy Truscott           | categoría Figure International no presente | Jennifer Dorie       | categoría Women's Physique no presente | categoría Wheelchair no presente |
| 2022 | Brandon Curry     | categoría 212 no presente | Terrence Ruffin        | Erin Banks                           | categoría Ms. International no presente | Isabelle Nunes         | Ariel Kadhr              | Cydney Gillon                              | Lauralie Chapados    | categoría Women's Physique no presente | Gabriele Andriulli               |
| 2023 | Samson Dauda      | categoría 212 no presente | Ramon Rocha Queiroz    | Erin Banks                           | categoría Ms. International no presente | Cassandra Gillis       | Ariel Khadr              | categoría Figure International no presente | Lauralie Chapados    | categoría Women's Physique no presente | Harold Kelley                    |
| 2024 | Hadi Choopan      | categoría 212 no presente | Wesley Vissers         | Diego Montenegro                     | categoría Ms. International no presente | Francielle Mattos      | Ariel Khadr              | categoría Figure International no presente | Lauralie Chapados    | categoría Women's Physique no presente | Rajesh John                      |